# Cho Mok-Hee
Cho Mok-Hee (5 de noviembre de 1993) es una deportista surcoreana que compite en judo. Ganó una medalla de bronce en el Campeonato Asiático de Judo de 2021 en la categoría de –63 kg.

## Palmarés internacional
| Campeonato Asiático | Campeonato Asiático | Campeonato Asiático | Campeonato Asiático |
| Año                 | Lugar               | Medalla             | Categoría           |
| ------------------- | ------------------- | ------------------- | ------------------- |
| 2021                | Biskek (Kirguistán) | Medalla de bronce   | –63 kg              |